# Río Negro (přítok Argentinského moře)
Río Negro je řeka na severu Patagonie v Argentině (provincie Río Negro, Buenos Aires). Od pramene své zdrojnice Neuquen je přibližně 1300 km dlouhá. Povodí má přibližně rozlohu 146 000 km².

## Průběh toku
Vzniká soutokem řek Neuquen a Limay, které pramení v Andách. Prořezává se suchou oblastí přes roviny severní Patagonie. Ústí do Argentinského moře v Atlantském oceánu 30 km jižně od Viedmy.

## Vodní stav
Průměrný průtok vody činí přibližně 950 m³/s. Nejvyšší je na začátku léta.

## Využití
Vodní doprava je možná na oddělených úsecích. V povodí řeky byly vybudovány hydroenergetické komplexy Chocón (Limay) a Cerros Colorados (Neuquen).